# Снежана Ђорђевић
Снежана Ђорђевић је српска новинарка, водитељка и ауторка телевизијских емисија.

## Биографија
Рођена је у Панчеву, где је завршила Основну школу „Исидора Секулић“, потом и Гимназију „Урош Предић“. Студирала је хортикултуру у Новом Саду, а дипломирала новинарство и менаџмент медија на Академији лепих уметности у Београду. Докторанд је комуникологије на Универзитету Џон Незбит.

## Каријера
Још у основној школи преко школског разгласа читала обавештења и била члан новинарске секције. Прве новинарске кораке начинила је као гимназијалка за омладинску емисију Радио Панчева. Након тога прешла је у Радио Београд, где је водила омладинску емисију „Нико као ја“, да би касније истовремено радила и на другим београдским радио-станицама и на телевизији - Радио- телевизији Србије, у Забавној редакцији и у Сателитском програму.
Упечатљив новинарски траг оставила је на Трећем каналу где је водила емисије „Подне поподне“ и „Поздрав из Београда“, као и бројне интервјуе са познатим личностима (Момо Капор, Душан Прелевић, Ђорђе Балашевић...). Током рада на Трећем каналу снимила је преко 20 путописних репортажа из Србије и иностранства, које су емитоване и на сателитском програму РТС-а.
Пре укидања Трећег канала прешла је на Yu info канал, где је радила као новинар-уредник документарног програма.
На Телевизији Пинк уређивала је и водила емисију Creative, која се бавила дизајном и визуелном културом.
Паралелно са телевизијом радила је и на београдским радио станицама „Голф“, „Пингвин“ и „City Radio“. Писала је и за магазин „Grazia“.
Од 2010. на Телевизији Авала као новинар пратила друштвена и културна дешавања. Након гашења ове ТВ станице, прихватила је понуду Телевизије Коперникус где ради као уредник београдске редакције, координатор београдског програма, водитељ информативне емисије „Србија онлајн“ и аутор и водитељ политичког ток шоуа „Гласно и јасно“.

## Мишљења и ставови
Цени новинаре Миру Адању Полак, Каменка Катића, Јована Мемедовића, а у новинарству објективност и чињенице. Залаже се за слободу медија и неполитичност новинара. Сматра да је данас више на снази аутоцензура него цензура, која је одувек била присутна у свим властима.

## Приватни живот
Удата је и има сина Андреја и кћерку Уну. Страст су јој путовања, позоришна и филмска уметност. 

## Галерија
- Снежана Ђорђевић и Војислав Шешељ
- Снежана Ђорђевић и Славица Ђукић-Дејановић
- Снежана Ђорђевић и Богољуб Карић
- Снежана Ђорђевић и Миња Субота